# اريك هندرسون
اريك هندرسون (بالإنجليزية: Eric Henderson)‏ هو لاعب كرة قدم أمريكية أمريكي، ولد في 8 يناير 1983 في نيو أورلينز في الولايات المتحدة.

## وصلات خارجية
- اريك هندرسون على موقع مرجع كرة القدم المحترفة.كوم (الإنجليزية)
- اريك هندرسون على موقع JustSportsStats.com (الإنجليزية)